# Ligue des champions de l'AFC 2012
Navigation
Édition précédente Édition suivante
La Ligue des champions de l'AFC 2012 est la 31e édition de la plus prestigieuse des compétitions inter-clubs asiatiques. Elle oppose les meilleurs clubs d'Asie qui se sont illustrés dans leurs championnats respectifs la saison précédente. Le vainqueur de cette compétition participera à la Coupe du monde des clubs 2012.
C'est le club sud-coréen de Ulsan Hyundai qui remporte la compétition après avoir battu la formation saoudienne d'Al-Ahli en finale. Il s'agit du tout premier titre international pour le club alors qu'Al-Ahli connaît un deuxième échec en finale après celle perdue en 1986. L'attaquant brésilien d'Al-Jazira Club, Ricardo Oliveira, est sacré meilleur buteur de la compétition avec douze réalisations.
À noter l'absence du tenant du titre, Al Sadd, qui ne peut pas participer à la compétition car il n'a terminé le championnat qatari qu'à la 6e place et que son succès lors de l'édition précédente ne lui garantit pas une qualification automatique.

## Participants
Un total de 38 équipes provenant de 10 associations membres de la Confédération asiatique de football (AFC) sont invitées à prendre part à la Ligue des Champions. 
La fédération asiatique a d’abord défini des critères que les associations membres doivent respecter pour pouvoir envoyer leurs clubs dans la compétition continentale. Ces critères reposent notamment sur la professionnalisation des clubs, l'état des stades et des infrastructures, l’organisation du championnat local et l'affluence. Selon le degré de respect de ces critères, l'AFC accorde un nombre précis de places aux associations, qui peut aller de quatre places qualificatives pour la phase de groupes et/ou les barrages à aucune si les critères ne sont atteints en aucun point.
Ainsi, seules 10 associations membres sur les 22 affiliées à l'AFC ont atteint les critères minimum pour envoyer au moins un représentant en barrage de la Ligue des Champions.
| Phase de groupes | Phase de groupes | Phase de groupes | Phase de groupes | Phase de groupes | Phase de groupes | Phase de groupes | Phase de groupes | Phase de groupes | Phase de groupes | Phase de groupes | Phase de groupes | Phase de groupes | Phase de groupes | Phase de groupes | Phase de groupes |
| Asie de l'ouest | Asie de l'ouest | Asie de l'ouest | Asie de l'ouest | Asie de l'ouest | Asie de l'ouest | Asie de l'ouest | Asie de l'ouest | Asie de l'est | Asie de l'est | Asie de l'est | Asie de l'est | Asie de l'est | Asie de l'est | Asie de l'est | Asie de l'est |
| --- | --- | --- | --- | --- | --- | --- | --- | --- | --- | --- | --- | --- | --- | --- | --- |
| - Lekhwiya Champion du Qatar en 2010-2011 - Al-Gharafa 2e du Qatar en 2010-2011 - Al-Arabi 4e du Qatar en 2010-2011 - Al-Rayyan Vainqueur de la coupe du Qatar 2010-2011 - Al-Hilal FC Champion d'Arabie saoudite en 2010-2011 - Al-Ittihad 2e d'Arabie saoudite en 2010-2011 - Al-Ahli Vainqueur de la coupe d'Arabie saoudite 2010-2011 - Al-Jazira Champion des Émirats arabes unis en 2010-2011 - Baniyas 2e des Émirats arabes unis en 2010-2011 - Al-Nasr 3e des Émirats arabes unis en 2010-2011 - Nasaf Qarshi 2e d'Ouzbékistan en 2011 - Pakhtakor Tachkent Vainqueur de la coupe d'Ouzbékistan 2011 - Sepahan Ispahan Champion d'Iran en 2010-2011 - Persepolis Vainqueur de la coupe d'Iran 2010-2011 | - Lekhwiya Champion du Qatar en 2010-2011 - Al-Gharafa 2e du Qatar en 2010-2011 - Al-Arabi 4e du Qatar en 2010-2011 - Al-Rayyan Vainqueur de la coupe du Qatar 2010-2011 - Al-Hilal FC Champion d'Arabie saoudite en 2010-2011 - Al-Ittihad 2e d'Arabie saoudite en 2010-2011 - Al-Ahli Vainqueur de la coupe d'Arabie saoudite 2010-2011 - Al-Jazira Champion des Émirats arabes unis en 2010-2011 - Baniyas 2e des Émirats arabes unis en 2010-2011 - Al-Nasr 3e des Émirats arabes unis en 2010-2011 - Nasaf Qarshi 2e d'Ouzbékistan en 2011 - Pakhtakor Tachkent Vainqueur de la coupe d'Ouzbékistan 2011 - Sepahan Ispahan Champion d'Iran en 2010-2011 - Persepolis Vainqueur de la coupe d'Iran 2010-2011 | - Lekhwiya Champion du Qatar en 2010-2011 - Al-Gharafa 2e du Qatar en 2010-2011 - Al-Arabi 4e du Qatar en 2010-2011 - Al-Rayyan Vainqueur de la coupe du Qatar 2010-2011 - Al-Hilal FC Champion d'Arabie saoudite en 2010-2011 - Al-Ittihad 2e d'Arabie saoudite en 2010-2011 - Al-Ahli Vainqueur de la coupe d'Arabie saoudite 2010-2011 - Al-Jazira Champion des Émirats arabes unis en 2010-2011 - Baniyas 2e des Émirats arabes unis en 2010-2011 - Al-Nasr 3e des Émirats arabes unis en 2010-2011 - Nasaf Qarshi 2e d'Ouzbékistan en 2011 - Pakhtakor Tachkent Vainqueur de la coupe d'Ouzbékistan 2011 - Sepahan Ispahan Champion d'Iran en 2010-2011 - Persepolis Vainqueur de la coupe d'Iran 2010-2011 | - Lekhwiya Champion du Qatar en 2010-2011 - Al-Gharafa 2e du Qatar en 2010-2011 - Al-Arabi 4e du Qatar en 2010-2011 - Al-Rayyan Vainqueur de la coupe du Qatar 2010-2011 - Al-Hilal FC Champion d'Arabie saoudite en 2010-2011 - Al-Ittihad 2e d'Arabie saoudite en 2010-2011 - Al-Ahli Vainqueur de la coupe d'Arabie saoudite 2010-2011 - Al-Jazira Champion des Émirats arabes unis en 2010-2011 - Baniyas 2e des Émirats arabes unis en 2010-2011 - Al-Nasr 3e des Émirats arabes unis en 2010-2011 - Nasaf Qarshi 2e d'Ouzbékistan en 2011 - Pakhtakor Tachkent Vainqueur de la coupe d'Ouzbékistan 2011 - Sepahan Ispahan Champion d'Iran en 2010-2011 - Persepolis Vainqueur de la coupe d'Iran 2010-2011 | - Lekhwiya Champion du Qatar en 2010-2011 - Al-Gharafa 2e du Qatar en 2010-2011 - Al-Arabi 4e du Qatar en 2010-2011 - Al-Rayyan Vainqueur de la coupe du Qatar 2010-2011 - Al-Hilal FC Champion d'Arabie saoudite en 2010-2011 - Al-Ittihad 2e d'Arabie saoudite en 2010-2011 - Al-Ahli Vainqueur de la coupe d'Arabie saoudite 2010-2011 - Al-Jazira Champion des Émirats arabes unis en 2010-2011 - Baniyas 2e des Émirats arabes unis en 2010-2011 - Al-Nasr 3e des Émirats arabes unis en 2010-2011 - Nasaf Qarshi 2e d'Ouzbékistan en 2011 - Pakhtakor Tachkent Vainqueur de la coupe d'Ouzbékistan 2011 - Sepahan Ispahan Champion d'Iran en 2010-2011 - Persepolis Vainqueur de la coupe d'Iran 2010-2011 | - Lekhwiya Champion du Qatar en 2010-2011 - Al-Gharafa 2e du Qatar en 2010-2011 - Al-Arabi 4e du Qatar en 2010-2011 - Al-Rayyan Vainqueur de la coupe du Qatar 2010-2011 - Al-Hilal FC Champion d'Arabie saoudite en 2010-2011 - Al-Ittihad 2e d'Arabie saoudite en 2010-2011 - Al-Ahli Vainqueur de la coupe d'Arabie saoudite 2010-2011 - Al-Jazira Champion des Émirats arabes unis en 2010-2011 - Baniyas 2e des Émirats arabes unis en 2010-2011 - Al-Nasr 3e des Émirats arabes unis en 2010-2011 - Nasaf Qarshi 2e d'Ouzbékistan en 2011 - Pakhtakor Tachkent Vainqueur de la coupe d'Ouzbékistan 2011 - Sepahan Ispahan Champion d'Iran en 2010-2011 - Persepolis Vainqueur de la coupe d'Iran 2010-2011 | - Lekhwiya Champion du Qatar en 2010-2011 - Al-Gharafa 2e du Qatar en 2010-2011 - Al-Arabi 4e du Qatar en 2010-2011 - Al-Rayyan Vainqueur de la coupe du Qatar 2010-2011 - Al-Hilal FC Champion d'Arabie saoudite en 2010-2011 - Al-Ittihad 2e d'Arabie saoudite en 2010-2011 - Al-Ahli Vainqueur de la coupe d'Arabie saoudite 2010-2011 - Al-Jazira Champion des Émirats arabes unis en 2010-2011 - Baniyas 2e des Émirats arabes unis en 2010-2011 - Al-Nasr 3e des Émirats arabes unis en 2010-2011 - Nasaf Qarshi 2e d'Ouzbékistan en 2011 - Pakhtakor Tachkent Vainqueur de la coupe d'Ouzbékistan 2011 - Sepahan Ispahan Champion d'Iran en 2010-2011 - Persepolis Vainqueur de la coupe d'Iran 2010-2011 | - Lekhwiya Champion du Qatar en 2010-2011 - Al-Gharafa 2e du Qatar en 2010-2011 - Al-Arabi 4e du Qatar en 2010-2011 - Al-Rayyan Vainqueur de la coupe du Qatar 2010-2011 - Al-Hilal FC Champion d'Arabie saoudite en 2010-2011 - Al-Ittihad 2e d'Arabie saoudite en 2010-2011 - Al-Ahli Vainqueur de la coupe d'Arabie saoudite 2010-2011 - Al-Jazira Champion des Émirats arabes unis en 2010-2011 - Baniyas 2e des Émirats arabes unis en 2010-2011 - Al-Nasr 3e des Émirats arabes unis en 2010-2011 - Nasaf Qarshi 2e d'Ouzbékistan en 2011 - Pakhtakor Tachkent Vainqueur de la coupe d'Ouzbékistan 2011 - Sepahan Ispahan Champion d'Iran en 2010-2011 - Persepolis Vainqueur de la coupe d'Iran 2010-2011 | - Kashiwa Reysol Champion du Japon en 2011 - Nagoya Grampus 2e du Japon en 2011 - Gamba Osaka 3e du Japon en 2011 - FC Tokyo Vainqueur de la coupe du Japon 2011 - Guangzhou Evergrande Champion de Chine en 2011 - Beijing Guoan 2e de Chine en 2011 - Tianjin TEDA Vainqueur de la coupe de Chine 2011 - Jeonbuk Hyundai Motors Champion de Corée du Sud en 2011 - Ulsan Hyundai Finaliste de Corée du Sud en 2011 - Seongnam Ilhwa Chunma Vainqueur de la coupe de Corée du Sud 2011 - Brisbane Roar Champion d'Australie en 2010-2011 - Central Coast Mariners 2e d'Australie en 2010-2011 - Buriram United Champion de Thaïlande en 2011 - FC Budnyodkor Champion d'Ouzbékistan en 2011 | - Kashiwa Reysol Champion du Japon en 2011 - Nagoya Grampus 2e du Japon en 2011 - Gamba Osaka 3e du Japon en 2011 - FC Tokyo Vainqueur de la coupe du Japon 2011 - Guangzhou Evergrande Champion de Chine en 2011 - Beijing Guoan 2e de Chine en 2011 - Tianjin TEDA Vainqueur de la coupe de Chine 2011 - Jeonbuk Hyundai Motors Champion de Corée du Sud en 2011 - Ulsan Hyundai Finaliste de Corée du Sud en 2011 - Seongnam Ilhwa Chunma Vainqueur de la coupe de Corée du Sud 2011 - Brisbane Roar Champion d'Australie en 2010-2011 - Central Coast Mariners 2e d'Australie en 2010-2011 - Buriram United Champion de Thaïlande en 2011 - FC Budnyodkor Champion d'Ouzbékistan en 2011 | - Kashiwa Reysol Champion du Japon en 2011 - Nagoya Grampus 2e du Japon en 2011 - Gamba Osaka 3e du Japon en 2011 - FC Tokyo Vainqueur de la coupe du Japon 2011 - Guangzhou Evergrande Champion de Chine en 2011 - Beijing Guoan 2e de Chine en 2011 - Tianjin TEDA Vainqueur de la coupe de Chine 2011 - Jeonbuk Hyundai Motors Champion de Corée du Sud en 2011 - Ulsan Hyundai Finaliste de Corée du Sud en 2011 - Seongnam Ilhwa Chunma Vainqueur de la coupe de Corée du Sud 2011 - Brisbane Roar Champion d'Australie en 2010-2011 - Central Coast Mariners 2e d'Australie en 2010-2011 - Buriram United Champion de Thaïlande en 2011 - FC Budnyodkor Champion d'Ouzbékistan en 2011 | - Kashiwa Reysol Champion du Japon en 2011 - Nagoya Grampus 2e du Japon en 2011 - Gamba Osaka 3e du Japon en 2011 - FC Tokyo Vainqueur de la coupe du Japon 2011 - Guangzhou Evergrande Champion de Chine en 2011 - Beijing Guoan 2e de Chine en 2011 - Tianjin TEDA Vainqueur de la coupe de Chine 2011 - Jeonbuk Hyundai Motors Champion de Corée du Sud en 2011 - Ulsan Hyundai Finaliste de Corée du Sud en 2011 - Seongnam Ilhwa Chunma Vainqueur de la coupe de Corée du Sud 2011 - Brisbane Roar Champion d'Australie en 2010-2011 - Central Coast Mariners 2e d'Australie en 2010-2011 - Buriram United Champion de Thaïlande en 2011 - FC Budnyodkor Champion d'Ouzbékistan en 2011 | - Kashiwa Reysol Champion du Japon en 2011 - Nagoya Grampus 2e du Japon en 2011 - Gamba Osaka 3e du Japon en 2011 - FC Tokyo Vainqueur de la coupe du Japon 2011 - Guangzhou Evergrande Champion de Chine en 2011 - Beijing Guoan 2e de Chine en 2011 - Tianjin TEDA Vainqueur de la coupe de Chine 2011 - Jeonbuk Hyundai Motors Champion de Corée du Sud en 2011 - Ulsan Hyundai Finaliste de Corée du Sud en 2011 - Seongnam Ilhwa Chunma Vainqueur de la coupe de Corée du Sud 2011 - Brisbane Roar Champion d'Australie en 2010-2011 - Central Coast Mariners 2e d'Australie en 2010-2011 - Buriram United Champion de Thaïlande en 2011 - FC Budnyodkor Champion d'Ouzbékistan en 2011 | - Kashiwa Reysol Champion du Japon en 2011 - Nagoya Grampus 2e du Japon en 2011 - Gamba Osaka 3e du Japon en 2011 - FC Tokyo Vainqueur de la coupe du Japon 2011 - Guangzhou Evergrande Champion de Chine en 2011 - Beijing Guoan 2e de Chine en 2011 - Tianjin TEDA Vainqueur de la coupe de Chine 2011 - Jeonbuk Hyundai Motors Champion de Corée du Sud en 2011 - Ulsan Hyundai Finaliste de Corée du Sud en 2011 - Seongnam Ilhwa Chunma Vainqueur de la coupe de Corée du Sud 2011 - Brisbane Roar Champion d'Australie en 2010-2011 - Central Coast Mariners 2e d'Australie en 2010-2011 - Buriram United Champion de Thaïlande en 2011 - FC Budnyodkor Champion d'Ouzbékistan en 2011 | - Kashiwa Reysol Champion du Japon en 2011 - Nagoya Grampus 2e du Japon en 2011 - Gamba Osaka 3e du Japon en 2011 - FC Tokyo Vainqueur de la coupe du Japon 2011 - Guangzhou Evergrande Champion de Chine en 2011 - Beijing Guoan 2e de Chine en 2011 - Tianjin TEDA Vainqueur de la coupe de Chine 2011 - Jeonbuk Hyundai Motors Champion de Corée du Sud en 2011 - Ulsan Hyundai Finaliste de Corée du Sud en 2011 - Seongnam Ilhwa Chunma Vainqueur de la coupe de Corée du Sud 2011 - Brisbane Roar Champion d'Australie en 2010-2011 - Central Coast Mariners 2e d'Australie en 2010-2011 - Buriram United Champion de Thaïlande en 2011 - FC Budnyodkor Champion d'Ouzbékistan en 2011 | - Kashiwa Reysol Champion du Japon en 2011 - Nagoya Grampus 2e du Japon en 2011 - Gamba Osaka 3e du Japon en 2011 - FC Tokyo Vainqueur de la coupe du Japon 2011 - Guangzhou Evergrande Champion de Chine en 2011 - Beijing Guoan 2e de Chine en 2011 - Tianjin TEDA Vainqueur de la coupe de Chine 2011 - Jeonbuk Hyundai Motors Champion de Corée du Sud en 2011 - Ulsan Hyundai Finaliste de Corée du Sud en 2011 - Seongnam Ilhwa Chunma Vainqueur de la coupe de Corée du Sud 2011 - Brisbane Roar Champion d'Australie en 2010-2011 - Central Coast Mariners 2e d'Australie en 2010-2011 - Buriram United Champion de Thaïlande en 2011 - FC Budnyodkor Champion d'Ouzbékistan en 2011 |
| Barrages | | | | | | | | | | | | | | | |
| Asie de l'ouest | Asie de l'ouest | Asie de l'ouest | Asie de l'ouest | Asie de l'ouest | Asie de l'ouest | Asie de l'ouest | Asie de l'ouest | Asie de l'est | Asie de l'est | Asie de l'est | Asie de l'est | Asie de l'est | Asie de l'est | Asie de l'est | Asie de l'est |
| - Al-Ettifaq 3e d'Arabie saoudite en 2010-2011 - Al-Shabab 4e des Émirats arabes unis en 2010-2011 - Neftchi Ferghana 4e d'Ouzbékistan en 2011 - Esteghlal 2e d'Iran en 2010-2011 - Zob Ahan 3e d'Iran en 2010-2011 | - Al-Ettifaq 3e d'Arabie saoudite en 2010-2011 - Al-Shabab 4e des Émirats arabes unis en 2010-2011 - Neftchi Ferghana 4e d'Ouzbékistan en 2011 - Esteghlal 2e d'Iran en 2010-2011 - Zob Ahan 3e d'Iran en 2010-2011 | - Al-Ettifaq 3e d'Arabie saoudite en 2010-2011 - Al-Shabab 4e des Émirats arabes unis en 2010-2011 - Neftchi Ferghana 4e d'Ouzbékistan en 2011 - Esteghlal 2e d'Iran en 2010-2011 - Zob Ahan 3e d'Iran en 2010-2011 | - Al-Ettifaq 3e d'Arabie saoudite en 2010-2011 - Al-Shabab 4e des Émirats arabes unis en 2010-2011 - Neftchi Ferghana 4e d'Ouzbékistan en 2011 - Esteghlal 2e d'Iran en 2010-2011 - Zob Ahan 3e d'Iran en 2010-2011 | - Al-Ettifaq 3e d'Arabie saoudite en 2010-2011 - Al-Shabab 4e des Émirats arabes unis en 2010-2011 - Neftchi Ferghana 4e d'Ouzbékistan en 2011 - Esteghlal 2e d'Iran en 2010-2011 - Zob Ahan 3e d'Iran en 2010-2011 | - Al-Ettifaq 3e d'Arabie saoudite en 2010-2011 - Al-Shabab 4e des Émirats arabes unis en 2010-2011 - Neftchi Ferghana 4e d'Ouzbékistan en 2011 - Esteghlal 2e d'Iran en 2010-2011 - Zob Ahan 3e d'Iran en 2010-2011 | - Al-Ettifaq 3e d'Arabie saoudite en 2010-2011 - Al-Shabab 4e des Émirats arabes unis en 2010-2011 - Neftchi Ferghana 4e d'Ouzbékistan en 2011 - Esteghlal 2e d'Iran en 2010-2011 - Zob Ahan 3e d'Iran en 2010-2011 | - Al-Ettifaq 3e d'Arabie saoudite en 2010-2011 - Al-Shabab 4e des Émirats arabes unis en 2010-2011 - Neftchi Ferghana 4e d'Ouzbékistan en 2011 - Esteghlal 2e d'Iran en 2010-2011 - Zob Ahan 3e d'Iran en 2010-2011 | - Liaoning Yuandong 3e de Chine en 2011 - Pohang Steelers Demi-finaliste de Corée du Sud en 2011 - Adelaide United 3e de la phase régulière d'Australie en 2010-2011 - Chonburi 2e de Thaïlande en 2011 - Persipura Jayapura Champion d'Indonésie en 2010-2011 | - Liaoning Yuandong 3e de Chine en 2011 - Pohang Steelers Demi-finaliste de Corée du Sud en 2011 - Adelaide United 3e de la phase régulière d'Australie en 2010-2011 - Chonburi 2e de Thaïlande en 2011 - Persipura Jayapura Champion d'Indonésie en 2010-2011 | - Liaoning Yuandong 3e de Chine en 2011 - Pohang Steelers Demi-finaliste de Corée du Sud en 2011 - Adelaide United 3e de la phase régulière d'Australie en 2010-2011 - Chonburi 2e de Thaïlande en 2011 - Persipura Jayapura Champion d'Indonésie en 2010-2011 | - Liaoning Yuandong 3e de Chine en 2011 - Pohang Steelers Demi-finaliste de Corée du Sud en 2011 - Adelaide United 3e de la phase régulière d'Australie en 2010-2011 - Chonburi 2e de Thaïlande en 2011 - Persipura Jayapura Champion d'Indonésie en 2010-2011 | - Liaoning Yuandong 3e de Chine en 2011 - Pohang Steelers Demi-finaliste de Corée du Sud en 2011 - Adelaide United 3e de la phase régulière d'Australie en 2010-2011 - Chonburi 2e de Thaïlande en 2011 - Persipura Jayapura Champion d'Indonésie en 2010-2011 | - Liaoning Yuandong 3e de Chine en 2011 - Pohang Steelers Demi-finaliste de Corée du Sud en 2011 - Adelaide United 3e de la phase régulière d'Australie en 2010-2011 - Chonburi 2e de Thaïlande en 2011 - Persipura Jayapura Champion d'Indonésie en 2010-2011 | - Liaoning Yuandong 3e de Chine en 2011 - Pohang Steelers Demi-finaliste de Corée du Sud en 2011 - Adelaide United 3e de la phase régulière d'Australie en 2010-2011 - Chonburi 2e de Thaïlande en 2011 - Persipura Jayapura Champion d'Indonésie en 2010-2011 | - Liaoning Yuandong 3e de Chine en 2011 - Pohang Steelers Demi-finaliste de Corée du Sud en 2011 - Adelaide United 3e de la phase régulière d'Australie en 2010-2011 - Chonburi 2e de Thaïlande en 2011 - Persipura Jayapura Champion d'Indonésie en 2010-2011 |

## Calendrier
| Nom                                             | Tirage au sort  | Date aller                    | Date retour                   | Équipes participantes | Équipes restantes |
| Barrages                                        | Barrages        | Barrages                      | Barrages                      | Barrages              | Barrages          |
| ----------------------------------------------- | --------------- | ----------------------------- | ----------------------------- | --------------------- | ----------------- |
| Demi-finale                                     | 6 décembre 2011 | 11 février                    | 11 février                    | 2                     | 1                 |
| Finales                                         | 6 décembre 2011 | 18 février                    | 18 février                    | 7                     | 4                 |
| Phase de groupes                                |                 |                               |                               |                       |                   |
| Journées 1 et 5 Journées 2 et 6 Journées 3 et 4 | 6 décembre 2011 | 6-7 mars 20-21 mars 3-4 avril | 1-2 mai 15-16 mai 17-18 avril | 32                    | 32 à 16           |
| Phase finale                                    |                 |                               |                               |                       |                   |
| Huitièmes de finale                             | 6 décembre 2011 | 22-23-29-30 mai               | 22-23-29-30 mai               | 16                    | 16 à 8            |
| Quarts de finale                                |                 | 19 septembre                  | 2-3 octobre                   | 8                     | 8 à 4             |
| Demi-finales                                    | 24 octobre      | 31 octobre                    | 4                             | 4 à 2                 |                   |
| Finale                                          | 9-10 novembre   | 9-10 novembre                 | 2                             | 2 à 1                 |                   |

## Barrages
| Asie de l'Ouest | Asie de l'Ouest | Asie de l'Ouest  | Asie de l'Ouest | Asie de l'Ouest | Asie de l'Ouest | Asie de l'Ouest | Asie de l'Ouest |
| Club            | Score           | Club             |                 |                 |                 |                 |                 |
| --------------- | --------------- | ---------------- | --------------- | --------------- | --------------- | --------------- | --------------- |
| Esteghlal       | 2 - 0           | Zob Ahan         |                 |                 |                 |                 |                 |
| Finales         |                 |                  |                 |                 |                 |                 |                 |
| Al-Shabab       | 3 - 0           | Neftchi Ferghana |                 |                 |                 |                 |                 |
| Esteghlal       | 3 - 1           | Al-Ettifaq       |                 |                 |                 |                 |                 |

| Asie de l'Est   | Asie de l'Est | Asie de l'Est      | Asie de l'Est | Asie de l'Est | Asie de l'Est | Asie de l'Est | Asie de l'Est |
| Club            | Score         | Club               |               |               |               |               |               |
| Demi-finale     | Demi-finale   | Demi-finale        | Demi-finale   | Demi-finale   | Demi-finale   | Demi-finale   | Demi-finale   |
| --------------- | ------------- | ------------------ | ------------- | ------------- | ------------- | ------------- | ------------- |
| Néant           |               |                    |               |               |               |               |               |
| Finales         |               |                    |               |               |               |               |               |
| Pohang Steelers | 2 - 0         | Chonburi           |               |               |               |               |               |
| Adelaide United | 3 - 0         | Persipura Jayapura |               |               |               |               |               |

- Qualifié pour la phase de groupes
- Repêché pour la phase de groupes de la Coupe de l'AFC

## Phase de groupes

### Groupe A
| Rang | Équipe       | Pts | J | G | N | P | Bp | Bc | Diff |  | Résultats (▼ dom., ► ext.) |     |     |     |     |
| ---- | ------------ | --- | - | - | - | - | -- | -- | ---- |  | -------------------------- | --- | --- | --- | --- |
| 1    | Al-Jazira    | 16  | 6 | 5 | 1 | 0 | 18 | 10 | +8   |  | Al-Jazira                  |     | 1-1 | 3-2 | 4-1 |
| 2    | Esteghlal    | 11  | 6 | 3 | 2 | 1 | 8  | 3  | +5   |  | Esteghlal                  | 1-2 |     | 3-0 | 0-0 |
| 3    | Al-Rayyan    | 6   | 6 | 2 | 0 | 4 | 9  | 12 | -3   |  | Al-Rayyan                  | 3-4 | 0-1 |     | 3-1 |
| 4    | Nasaf Qarshi | 1   | 6 | 0 | 1 | 5 | 4  | 14 | -10  |  | Nasaf Qarshi               | 2-4 | 0-2 | 0-1 |     |

### Groupe B
| Rang | Équipe             | Pts | J | G | N | P | Bp | Bc | Diff |  | Résultats (▼ dom., ► ext.) |     |     |     |     |
| ---- | ------------------ | --- | - | - | - | - | -- | -- | ---- |  | -------------------------- | --- | --- | --- | --- |
| 1    | Al-Ittihad         | 16  | 6 | 5 | 1 | 0 | 13 | 4  | +9   |  | Al-Ittihad                 |     | 1-0 | 4-0 | 3-2 |
| 2    | Baniyas            | 11  | 6 | 3 | 2 | 1 | 9  | 2  | +7   |  | Baniyas                    | 0-0 |     | 2-0 | 2-0 |
| 3    | Pakhtakor Tachkent | 7   | 6 | 2 | 1 | 3 | 6  | 10 | -4   |  | Pakhtakor Tachkent         | 1-2 | 1-1 |     | 3-1 |
| 4    | Al-Arabi           | 0   | 6 | 0 | 0 | 6 | 4  | 16 | -12  |  | Al-Arabi                   | 1-3 | 0-4 | 0-1 |     |

### Groupe C
| Rang | Équipe          | Pts | J | G | N | P | Bp | Bc | Diff |  | Résultats (▼ dom., ► ext.) |     |     |     |     |
| ---- | --------------- | --- | - | - | - | - | -- | -- | ---- |  | -------------------------- | --- | --- | --- | --- |
| 1    | Sepahan Ispahan | 13  | 6 | 4 | 1 | 1 | 9  | 4  | +5   |  | Sepahan Ispahan            |     | 2-1 | 2-1 | 1-0 |
| 2    | Al-Ahli         | 10  | 6 | 3 | 1 | 2 | 10 | 6  | +4   |  | Al-Ahli                    | 1-1 |     | 3-1 | 3-0 |
| 3    | Al-Nasr         | 6   | 6 | 2 | 0 | 4 | 6  | 11 | -5   |  | Al-Nasr                    | 0-3 | 1-2 |     | 2-1 |
| 4    | Lekhwiya        | 6   | 6 | 2 | 0 | 4 | 5  | 9  | -4   |  | Lekhwiya                   | 1-0 | 1-0 | 1-2 |     |

### Groupe D
| Rang | Équipe      | Pts | J | G | N | P | Bp | Bc | Diff |  | Résultats (▼ dom., ► ext.) |     |     |     |     |
| ---- | ----------- | --- | - | - | - | - | -- | -- | ---- |  | -------------------------- | --- | --- | --- | --- |
| 1    | Al-Hilal FC | 12  | 6 | 3 | 3 | 0 | 10 | 7  | +3   |  | Al-Hilal FC                |     | 1-1 | 2-1 | 2-1 |
| 2    | Persepolis  | 11  | 6 | 3 | 2 | 1 | 14 | 5  | +9   |  | Persepolis                 | 0-1 |     | 1-1 | 6-1 |
| 3    | Al-Gharafa  | 6   | 6 | 1 | 3 | 2 | 7  | 10 | -3   |  | Al-Gharafa                 | 3-3 | 0-3 |     | 2-1 |
| 4    | Al-Shabab   | 2   | 6 | 0 | 2 | 4 | 5  | 14 | -9   |  | Al-Shabab                  | 1-1 | 1-3 | 0-0 |     |

### Groupe E
| Rang | Équipe          | Pts | J | G | N | P | Bp | Bc | Diff |  | Résultats (▼ dom., ► ext.) |     |     |     |     |
| ---- | --------------- | --- | - | - | - | - | -- | -- | ---- |  | -------------------------- | --- | --- | --- | --- |
| 1    | Adelaide United | 13  | 6 | 4 | 1 | 1 | 7  | 2  | +5   |  | Adelaide United            |     | 0-0 | 1-0 | 2-0 |
| 2    | FC Bunyodkor    | 10  | 6 | 3 | 1 | 2 | 8  | 7  | +1   |  | FC Bunyodkor               | 1-2 |     | 1-0 | 3-2 |
| 3    | Pohang Steelers | 9   | 6 | 3 | 0 | 3 | 6  | 4  | +2   |  | Pohang Steelers            | 1-0 | 0-2 |     | 2-0 |
| 4    | Gamba Osaka     | 3   | 6 | 1 | 0 | 5 | 5  | 13 | -8   |  | Gamba Osaka                | 0-2 | 3-1 | 0-3 |     |

### Groupe F
| Rang | Équipe        | Pts | J | G | N | P | Bp | Bc | Diff |  | Résultats (▼ dom., ► ext.) |     |     |     |     |
| ---- | ------------- | --- | - | - | - | - | -- | -- | ---- |  | -------------------------- | --- | --- | --- | --- |
| 1    | Ulsan Hyundai | 14  | 6 | 4 | 2 | 0 | 11 | 7  | +4   |  | Ulsan Hyundai              |     | 1-0 | 1-1 | 2-1 |
| 2    | FC Tokyo      | 11  | 6 | 3 | 2 | 1 | 12 | 6  | +6   |  | FC Tokyo                   | 2-2 |     | 4-2 | 3-0 |
| 3    | Brisbane Roar | 3   | 6 | 0 | 3 | 3 | 6  | 11 | -5   |  | Brisbane Roar              | 1-2 | 0-2 |     | 1-1 |
| 4    | Beijing Guoan | 3   | 6 | 0 | 3 | 3 | 6  | 11 | -5   |  | Beijing Guoan              | 2-3 | 1-1 | 1-1 |     |

### Groupe G
| Rang | Équipe                 | Pts | J | G | N | P | Bp | Bc | Diff |  | Résultats (▼ dom., ► ext.) |     |     |     |     |
| ---- | ---------------------- | --- | - | - | - | - | -- | -- | ---- |  | -------------------------- | --- | --- | --- | --- |
| 1    | Seongnam Ilhwa Chunma  | 10  | 6 | 2 | 4 | 0 | 13 | 5  | +8   |  | Seongnam Ilhwa Chunma      |     | 1-1 | 5-0 | 1-1 |
| 2    | Nagoya Grampus         | 10  | 6 | 2 | 4 | 0 | 10 | 4  | +6   |  | Nagoya Grampus             | 2-2 |     | 3-0 | 0-0 |
| 3    | Central Coast Mariners | 6   | 6 | 1 | 3 | 2 | 7  | 1  | +6   |  | Central Coast Mariners     | 1-1 | 1-1 |     | 5-1 |
| 4    | Tianjin TEDA           | 3   | 6 | 0 | 3 | 3 | 2  | 12 | -10  |  | Tianjin TEDA               | 0-3 | 0-3 | 0-0 |     |

### Groupe H
| Rang | Équipe                 | Pts | J | G | N | P | Bp | Bc | Diff |  | Résultats (▼ dom., ► ext.) |     |     |     |     |
| ---- | ---------------------- | --- | - | - | - | - | -- | -- | ---- |  | -------------------------- | --- | --- | --- | --- |
| 1    | Guangzhou Evergrande   | 10  | 6 | 3 | 1 | 2 | 12 | 8  | +4   |  | Guangzhou Evergrande       |     | 3-1 | 1-3 | 1-2 |
| 2    | Kashiwa Reysol         | 10  | 6 | 3 | 1 | 2 | 11 | 7  | +4   |  | Kashiwa Reysol             | 0-0 |     | 5-1 | 1-0 |
| 3    | Jeonbuk Hyundai Motors | 9   | 6 | 3 | 0 | 3 | 10 | 15 | -5   |  | Jeonbuk Hyundai Motors     | 1-5 | 0-2 |     | 3-2 |
| 4    | Buriram United         | 6   | 6 | 2 | 0 | 4 | 8  | 11 | -3   |  | Buriram United             | 1-2 | 3-2 | 0-2 |     |

## Phase finale

### Huitièmes de finale
| Club                  | Score           | Club            |                 |                 |                 |                 |                 |
| Asie de l'ouest       | Asie de l'ouest | Asie de l'ouest | Asie de l'ouest | Asie de l'ouest | Asie de l'ouest | Asie de l'ouest | Asie de l'ouest |
| --------------------- | --------------- | --------------- | --------------- | --------------- | --------------- | --------------- | --------------- |
| Al-Jazira             | 3 - 3 2 - 4tab  | Al-Ahli         |                 |                 |                 |                 |                 |
| Sepahan Ispahan       | 2 - 0           | Esteghlal       |                 |                 |                 |                 |                 |
| Al-Ittihad            | 3 - 0           | Persepolis      |                 |                 |                 |                 |                 |
| Al-Hilal FC           | 7 - 0           | Baniyas         |                 |                 |                 |                 |                 |
| Asie de l'est         |                 |                 |                 |                 |                 |                 |                 |
| Adelaide United       | 1 - 0           | Nagoya Grampus  |                 |                 |                 |                 |                 |
| Seongnam Ilhwa Chunma | 0 - 1           | FC Bunyodkor    |                 |                 |                 |                 |                 |
| Ulsan Hyundai         | 3 - 2           | Kashiwa Reysol  |                 |                 |                 |                 |                 |
| Guangzhou Evergrande  | 1 - 0           | FC Tokyo        |                 |                 |                 |                 |                 |

### Tableau final
|  | Quarts de finale     | Quarts de finale     | Quarts de finale | Quarts de finale |               |               | Demi-finales | Demi-finales | Demi-finales | Demi-finales |  |  | Finale | Finale | Finale | Finale |
|  |                      |                      |                  |                  |               |               |              |              |              |              |  |  |        |        |        |        |
|  |                      |                      |                  |                  |               |               |              |              |              |              |  |  |        |        |        |        |
|  |                      |                      |                  |                  |               |               |              |              |              |              |  |  |        |        |        |        |
|  | Adelaide United      | Adelaide United      | 2                | 2                |               |               |              |              |              |              |  |  |        |        |        |        |
|  | Adelaide United      | Adelaide United      | 2                | 2                |               |               |              |              |              |              |  |  |        |        |        |        |
|  | FC Bunyodkor         | FC Bunyodkor         | 2                | 3ap              |               |               |              |              |              |              |  |  |        |        |        |        |
|  | FC Bunyodkor         | FC Bunyodkor         | 2                | 3ap              | FC Bunyodkor  | FC Bunyodkor  | 1            | 0            |              |              |  |  |        |        |        |        |
|  |                      |                      |                  |                  | FC Bunyodkor  | FC Bunyodkor  | 1            | 0            |              |              |  |  |        |        |        |        |
|  |                      |                      | Ulsan Hyundai    | Ulsan Hyundai    | 3             | 2             |              |              |              |              |  |  |        |        |        |        |
|  | Ulsan Hyundai        | Ulsan Hyundai        | Ulsan Hyundai    | Ulsan Hyundai    | 3             | 2             | 1            | 4            |              |              |  |  |        |        |        |        |
|  | Ulsan Hyundai        | Ulsan Hyundai        |                  |                  |               |               |              | 4            |              |              |  |  |        |        |        |        |
|  | Al-Hilal FC          | Al-Hilal FC          | 0                | 0                |               |               |              |              |              |              |  |  |        |        |        |        |
|  | Al-Hilal FC          | Al-Hilal FC          | 0                | 0                | Ulsan Hyundai | Ulsan Hyundai | 3            | 3            |              |              |  |  |        |        |        |        |
|  |                      |                      |                  |                  | Ulsan Hyundai | Ulsan Hyundai | 3            | 3            |              |              |  |  |        |        |        |        |
|  |                      |                      | Al-Ahli SC       | Al-Ahli SC       | 0             | 0             |              |              |              |              |  |  |        |        |        |        |
|  | Al-Ittihad           | Al-Ittihad           | Al-Ahli SC       | Al-Ahli SC       | 0             | 0             | 4            | 1            |              |              |  |  |        |        |        |        |
|  | Al-Ittihad           | Al-Ittihad           |                  |                  |               |               |              |              |              |              |  |  |        |        |        |        |
|  | Guangzhou Evergrande | Guangzhou Evergrande | 2                | 2                |               |               |              |              |              |              |  |  |        |        |        |        |
|  | Guangzhou Evergrande | Guangzhou Evergrande | 2                | 2                | Al-Ittihad    | Al-Ittihad    | 1            | 0            |              |              |  |  |        |        |        |        |
|  |                      |                      |                  |                  | Al-Ittihad    | Al-Ittihad    | 1            | 0            |              |              |  |  |        |        |        |        |
|  |                      |                      | Al-Ahli SC       | Al-Ahli SC       | 0             | 2             |              |              |              |              |  |  |        |        |        |        |
|  | Sepahan Ispahan      | Sepahan Ispahan      | Al-Ahli SC       | Al-Ahli SC       | 0             | 2             | 0            | 1            |              |              |  |  |        |        |        |        |
|  | Sepahan Ispahan      | Sepahan Ispahan      |                  |                  |               |               |              | 1            |              |              |  |  |        |        |        |        |
|  | Al-Ahli SC           | Al-Ahli SC           | 0                | 4                |               |               |              |              |              |              |  |  |        |        |        |        |
|  | Al-Ahli SC           | Al-Ahli SC           | 0                | 4                |               |               |              |              |              |              |  |  |        |        |        |        |
|  |                      |                      |                  |                  |               |               |              |              |              |              |  |  |        |        |        |        |

### Finale
| 10 novembre 2012 | Ulsan Hyundai                                       | 3 - 0 | Al-Ahli SC | Stade d'Ulsan Munsu, Ulsan                    |                                               |
| 19:30            | Kwak Tae-hwi 13e · Rafinha 68e · Kim Seung-yong 75e |       |            | Spectateurs : 42 153 Arbitrage : Ben Williams | Spectateurs : 42 153 Arbitrage : Ben Williams |

| Ligue des champions de l'AFC Vainqueur 2012 |
| ------------------------------------------- |
| Drapeau de la Corée du Sud                  |
| Ulsan Hyundai Premier titre                 |